# ماتئوش دامینتسکی
ماتئوش دامینتسکی (لهستانی: Mateusz Damięcki؛ زادهٔ ۱۹ مهٔ ۱۹۸۱) بازیگر اهل لهستان است.
از فیلم‌ها یا مجموعه‌های تلویزیونی که وی در آن‌ها نقش داشته‌است، می‌توان به حالا یا هرگز!، فوریوزا، فردا به سینما می‌رویم، آغاز بهار، پیت‌بول، در خوشی و سختی، فرابنفش، قانون حقیقی، کارول: مردی که پاپ شد، هتل ۵۲ و دهن‌به‌دهن اشاره نمود.